# 11 Eskadra Atomowych Okrętów Podwodnych
11 Eskadra Atomowych Okrętów Podwodnych – morski związek operacyjny Sił Zbrojnych Federacji Rosyjskiej w strukturach Floty Północnej.
Do 2000 atomowe okręty podwodne Sił Zbrojnych Federacji Rosyjskiej zgrupowane były w pięciu flotyllach okrętów. W 2001, w miejsce flotylli, zorganizowano trzy eskadry atomowych okrętów podwodnych, w tym 11 Eskadrę z dowództwem w Zaoziorsku.

## Struktura organizacyjna
Organizacja w 2008
| Nazwa jednostki                         | Garnizon         |
| --------------------------------------- | ---------------- |
| dowództwo eskadry                       | Zaoziorsk        |
| 7 Dywizja Atomowych Okrętów Podwodnych  | Widajewo         |
| 11 Dywizja Atomowych Okrętów Podwodnych | Bolszaja Łopatka |